# Martin Hammitzsch
Martin Heinrich Hammitzsch (* 22. Mai 1878 in Plauen bei Dresden als Martin Heinrich Schmidt genannt Hammitzsch; † 12. Mai 1945 bei Oberwiesenthal) war ein deutscher Architekt und Kommunalpolitiker.

## Leben

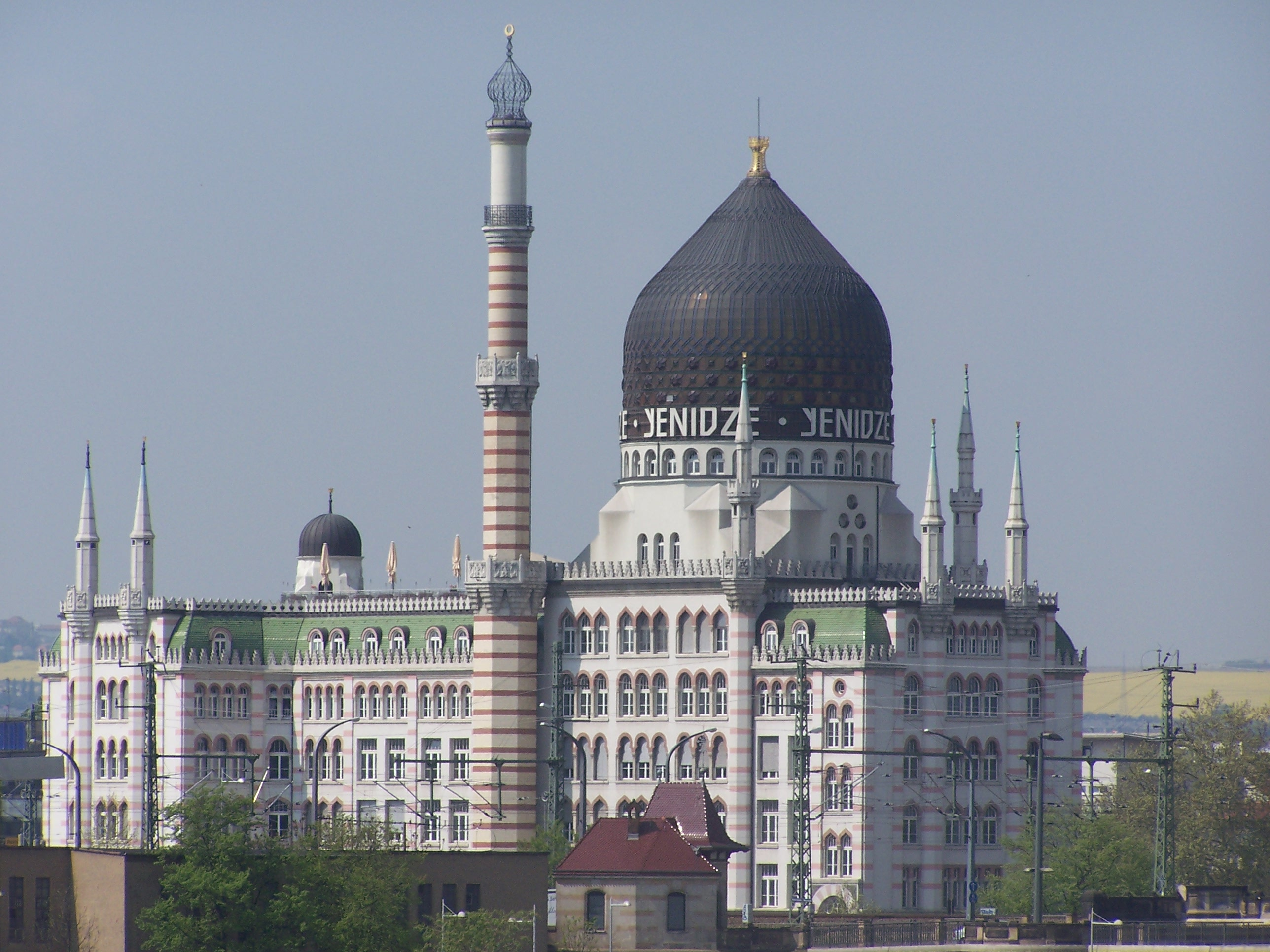
Yenidze mit den charakteristischen Türmen

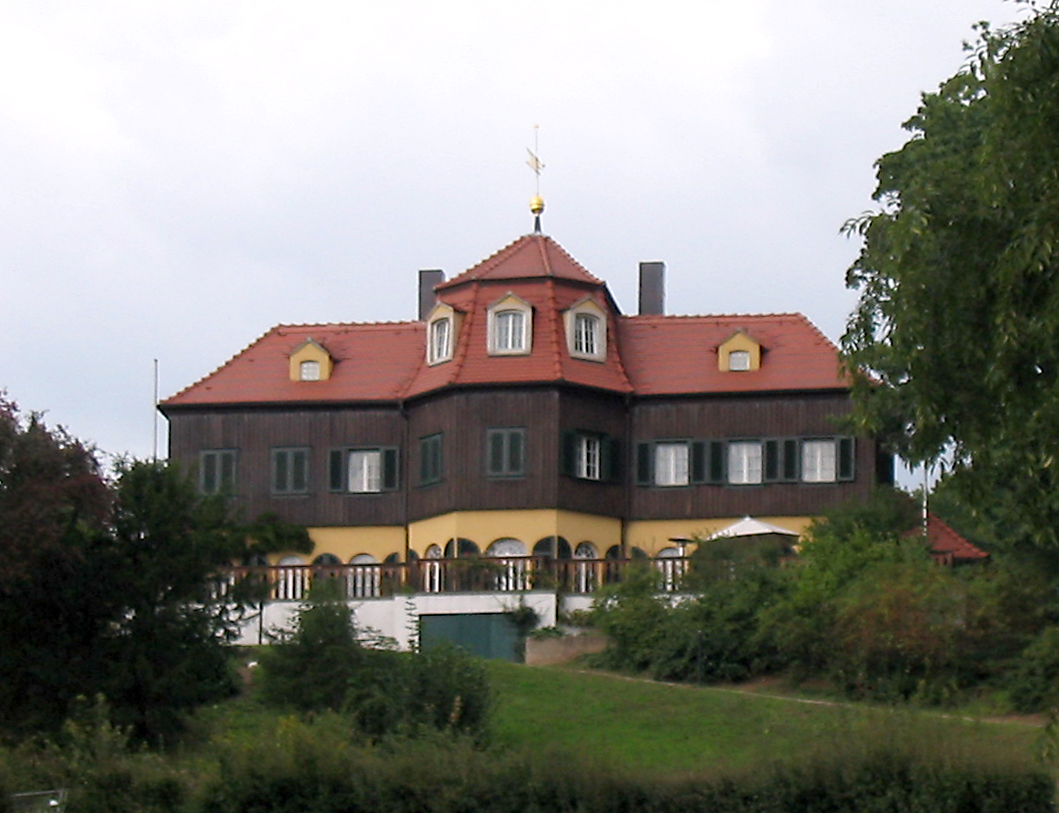
Haus in der Sonne

Martin Hammitzsch war der Sohn des Zimmerpoliers Heinrich Schmidt genannt Hammitzsch (1852–1910) und dessen Ehefrau Anna Wilhelmine Schmidt genannt Hammitzsch geb. Kohlsdorf (1854–1928). Von 1894 bis 1898 studierte er an der Königlichen Gewerbschule Chemnitz und danach bis 1901 an der Technischen Hochschule Dresden. Das Studium schloss er als Diplom-Ingenieur auf dem Gebiet der Architektur ab.
Nachdem er kurze Zeit als Assistent bei Cornelius Gurlitt tätig gewesen war, unternahm er zahlreiche Studienreisen und machte sich bereits 1902 selbstständig. Die Tätigkeit als Lehrer für Bautechnik an der Baugewerkschule in Nürnberg nutzte Hammitzsch 1904 für seine Promotion zum Dr.-Ing. mit dem Thema Die Entwicklung der neuzeitlichen Theaterbaukunst. 1905 kehrte er ganz nach Dresden zurück, wo er als freier Architekt bis 1909 arbeitete. Nach den Auseinandersetzungen um den von ihm geplanten und als ersten komplett in Stahlbeton ausgeführten Industriebau Europas, die Orientalische Tabak- und Cigarettenfabrik „Yenidze“ in Dresden, wechselte er nach Chemnitz, wo ihm 1918 der Titel eines Professors verliehen wurde.
Ab August 1914 nahm Hammitzsch als Kriegsfreiwilliger im Pionierbataillon 22 am Ersten Weltkrieg teil; er wurde im Januar 1919 als Hauptmann aus der Armee entlassen. Er wurde mit dem Eisernen Kreuz erster und zweiter Klasse sowie mit dem Ritterkreuz erster und zweiter Klasse des Sächsischen Albrechts-Ordens ausgezeichnet.
1920 kehrte er vollends nach Dresden zurück. Er wohnte in Oberlößnitz, heute Stadtteil von Radebeul, wo er seit 1917 Besitzer des Hauses in der Sonne war. Hammitzsch war von 1922 bis 1933 für die Deutschnationale Volkspartei (DNVP) Mitglied des Gemeinderats von Oberlößnitz und ab 1933 bis zur Eingemeindung nach Radebeul im Jahr 1934 im Gemeindevorstand.
Er übernahm in den 1920er Jahren die Leitung der Dresdner Bauschule und trat zum 1. August 1935 der NSDAP bei (Mitgliedsnummer 3.693.268). Im darauffolgenden Jahr heiratete er in zweiter Ehe die Halbschwester Adolf Hitlers, Angela geb. Hitler, verw. Raubal (1883–1949). 1937 verkaufte er das Haus in der Sonne an die Deutsche Arbeitsfront und zog nach Dresden in die Villa Comeniusstraße 61. Zum 1. November 1938 wurde er als Regierungsdirektor und Leiter der Abteilung VIII (Baupolizei, Denkmalpflege) in das Sächsische Ministerium des Innern berufen, wo bereits 1939 seine Ernennung zum Ministerialrat erfolgte. Noch vor Kriegsausbruch folgte er der Einberufung als Hauptmann der Reserve bei der Wehrmacht, aus der er 1943 im Rang eines Obersts entlassen wurde, um die Leitung der Abteilung Technik der Sächsischen Landesregierung zu übernehmen. Nach Kriegsende beging er Suizid. Seine Leiche wurde am 12. Mai 1945 im Staatsforstrevier Oberwiesenthal unweit der tschechoslowakischen Grenze gefunden. Im Zuge der Entnazifizierung wurde 1948 auf Beschluss der SMAD sein gesamtes Vermögen postum eingezogen und in Volkseigentum überführt.

## Werke

### Bauten und Entwürfe
- 1906/1907: Zentralschulhaus mit Turnhalle und öffentlicher Badeanstalt in Gröba bei Riesa
- 1907–1909: Zigarettenfabrik Yenidze in Dresden (wegen ihrer Ähnlichkeit mit einer Moschee der Hauptgrund für seinen Ausschluss aus einem Berufsverband)
- 1909: fünfgeschossiger Gruppenbau für Kleinwohnungen in Dresden-Altstadt
- 1910: Rittergutsneubau für die Baumwollspinnerei Riesa AG, Rittergut Gröba bei Riesa
- 1910: Verwaltungsgebäude für den Elektrizitätsverband Gröba in Gröba bei Riesa
- 1912: Volksschule in Dresden-Löbtau, Bünaustr. 12
- 1908?: Wettbewerbsentwurf für das Realgymnasium Chemnitz (nicht ausgeführt)
- 1920/1921: Umgestaltung Haus in der Sonne, Oberlößnitz, heute Radebeul
- Kriegerdenkmal (für die Gefallenen des Ersten Weltkriegs) in Eibenstock

sowie verschiedene Villen und Wohnhäuser

### Schriften
- Die Entwicklung der neuzeitlichen Theaterbaukunst. Berlin 1906.
- Der moderne Theaterbau. 5 Bände, Berlin 1906.
- Sächsische Staatsbauschule Dresden. Dresden 1927.
- 100 Jahre Staatsbauschule Dresden. Dresden 1937.
- Staatsbauschule – Hochbau und Tiefbau – Dresden 1837-1937. Denkschrift zur Hundertjahrfeier. Dresden 1937.